# Палицын, Александр Степанович
Александр Степанович Палицын (1842—1913) — русский генерал-лейтенант, начальник Волынского и Казанского губернских жандармских управлений.

## Биография
Происходил из дворян Смоленской губернии. Родился 21 мая (2 июня) 1842 года в семье, привлекавшегося по делу декабристов, Степана Михайловича Палицына.
В службу вступил 12 декабря 1858 года юнкером «в Конно-Артиллерийскую лёгкую № 12 батарею, с прикомандированием к учебной Артиллерийской бригаде»; 24 августа 1859 года поступил экстерном в Михайловское артиллерийское училище «с оставлением при учебной бригаде» (обучался «по 1 разряду»); 26 февраля 1862 года он был отчислен «в батарею для обращения во фронте», но «к батарее отправлен не был»; 24 апреля был переведён в Конно-батарейную № 1-го батарею 1-й Конно-артиллерийской бригады.
В 1863 году принял участие в подавлении «Польского мятежа». Известно, в частности, что он участвовал «в деле при разбитии подполковником Мапоцким шайки Кашильского в Больвержинских лесах Августовской губернии»; 4 июля 1863 года «за отличие против Польских мятежников» он был произведён в подпоручики.
28 ноября 1864 года он был назначен и. д. комиссара Влоцлавской («Влацлавской») комиссии по крестьянским делам; 29 сентября 1865 года произведён в поручики (со старшинством с 25.08.1865), а 13 ноября 1865 года утверждён в должности комиссара.
С 5 февраля 1866 года Палицын был «зачислен по полевой Конной Артиллерии, с оставлением в распоряжении учредительного Комитета по крестьянским делам Царства Польского»; 1 июля 1867 года («по образовании Комиссарских участков, соответственно числу уездов») был назначен комиссаром Кутновского уезда Варшавской губернии; 29 августа 1867 года произведён в штабс-капитаны.
В 1871 году, 24 сентября Палицын был уволен от должности комиссара и 1 ноября отчислен от неё «с оставлением по полевой конной Артиллерии»; 18 ноября назначен в Главное артиллерийское управление «для особых поручений, с оставлением по Полевой Конной Артиллерии». Был переведён 30 августа 1873 года «в Гвардейскую конную Артиллерию с зачислением по оной и оставлением в той же должности».
За отличие по службе 30 августа 1876 года его произвели в капитаны, 30 августа 1879 года — также «за отличие по службе» — в полковники, с назначением старшим артиллерийским приёмщиком при Главном артиллерийском управлении (был отчислен от должности 20.07.1880) и «с оставлением по Гвардейской Конной Артиллерии», а 26 июля 1880 года «Приказом по Артиллерии за № 102» он был назначен председателем приёмной комиссии при частном Тульском патронном заводе (с производством содержания по 3750 рублей в год).
Наконец, 13 февраля 1883 года он был «зачислен по полевой пешей Артиллерии, с оставлением в оной же должности» и 13 февраля 1896 года за отличие по службе произведён в генерал-майоры «с зачислением в запас Полевой пешей Артиллерии, по Московскому уезду».

## Служба в жандармерии
Высочайшим приказом 7 августа 1896 года Александр Степанович Палицын был определён на службу в Отдельный корпус жандармов и с 23 августа 1896 года был назначен начальником Волынского губернского жандармского управления[уточнить]. С 8 февраля 1899 года он был начальником Казанского губернского жандармского управления (прибыл и вступил в должность 11 мая 1899 г.).
Высочайшим приказом от 18 февраля 1902 года он был произведён в генерал-лейтенанты «с увольнением в отставку и пенсией».

## Награды
- орден Св. Станислава 2-й ст. (27.03.1866; императорская корона к ордену — 10.05.1868)
- орден Св. Анны 2-й ст. (25.09.1870)
- орден Св. Владимира 4-й ст. (30.08.1882)
- орден Св. Станислава 1-й ст. (1900)

Он также имел медали: серебряную медаль «За труды по устройству крестьян в Царстве Польском» (19.02.1866), бронзовую – «За усмирение польского мятежа 1863–1864 гг.», и серебряную «на Александровской ленте» – «В память царствования в Бозе почивающего Императора Александра III».
А. С. Палицын был также награждён иностранными орденами: австрийским орденом Железной короны 3-го класса (Высочайше разрешено принять и носить 02.09.1872), орденом итальянской короны (о разрешении принять и носить сообщено в отзыве Главного штаба от 23.02.1877) и сербским орденом Таковского креста 3-го класса (Высочайше разрешено принять и носить 23.05.1892).

## Семья
Был женат «на дочери умершего статского советника» Терлецкого, Марии Николаевне, уроженке Минской губернии. Они имели сына и дочь: Надежду (род. 26.01.1872) и Евгения (род. 25.07.1873).